# Roussé
Pour les articles homonymes, voir Roussé (homonymie).
Roussé (Русе, en bulgare), est avec une population de 166 056 habitants la cinquième ville de Bulgarie.

## Géographie

### Géographie physique
La ville de Roussé est située dans le nord-est du pays, sur la rive droite du Danube en face de la ville roumaine de Giurgiu.
C'est le chef-lieu de la municipalité de Roussé et de l'oblast (région) de Roussé.

### Climat
La ville de Roussé connaît un climat continental modéré, avec quatre saisons bien marquées. La température moyenne varie au cours de l'année entre −2 °C pour les minimales, et +33 °C pour les maximales. La pluviométrie annuelle est de 65 litres au mètre carré.

### Géographie humaine
| 1880   | 1887   | 1910   | 1926 | 1934   | 1946   | 1956   | 1965    | 1975    |
| ------ | ------ | ------ | ---- | ------ | ------ | ------ | ------- | ------- |
| 26 163 | 27 194 | 36 255 | -    | 53 266 | 57 833 | 88 375 | 128 888 | 159 578 |

| 1985    | 1992    | 2001    | 2011    | 2021    | 2022    | - | - | - |
| ------- | ------- | ------- | ------- | ------- | ------- | - | - | - |
| 185 440 | 170 038 | 161 453 | 149 134 | 133 813 | 123 134 | - | - | - |

## Histoire

### Antiquité et Haut Moyen Âge
La ville a émergé comme un site néolithique du troisième au deuxième millénaire avant notre ère, quand la poterie, la pêche, l'agriculture, la chasse se développent. Les fouilles révèlent plusieurs couches, ce qui suggère que l'endroit a été attaqué par les tribus voisines et a subi un certain nombre de catastrophes naturelles. Des sanctuaires thraces ont été trouvés à proximité, contenant des idoles d'une femme enceinte, déesse de la fertilité.
À l'époque romaine, l'agglomération thrace se développe en un centre militaire et naval romain sous le règne de Vespasien (69-70) dans le cadre du système de fortifications de la Mésie (le limes moesicus). Le nom latin de la ville, Sexaginta Prista, suggère le sens de « 60 darses », du latin sexaginta (« 60 ») et du grec pristis (galère de la classis danubiana, flotte frontalière romaine). La forteresse était située sur la route principale entre Singidunum (aujourd'hui Belgrade) et les bouches du Danube : la ville devint l'un des centres urbains les plus importants de la Mésie à l'époque thraco-romaine. Une inscription datant du règne de Dioclétien prouve que la ville a été reconstruite comme un praesidium (un grand camp retranché) après avoir été détruite par les Goths en 250. Au Ve siècle la population était christianisée comme en témoignent les basiliques et les objets chrétiens, et aux VIe et VIIe siècles elle fut assimilée par les Slaves qui diffusèrent leur langue mais adoptèrent à leur tour le christianisme, ainsi que des coutumes thraces comme les martenitsi que les Bulgares partagent avec les Roumains.
La bataille d'Ongal (680) livra la péninsule des Balkans aux Proto-Bulgares qui y constituèrent le Premier empire bulgare avec les « Sept Tribus slaves » et qui adoptèrent eux aussi le christianisme en 865. Prista, en bulgare Tcherven, fut prise par l'empereur byzantin Basile II en 918 et connut une période brillante sous l'Empire byzantin (918-1185) et sous le second Empire bulgare (1186–1396). Les Génois y ouvrirent en 1315 un comptoir commercial nommé San-Giorgio, ce qui donna rive gauche (nord) du Danube le nom valaque de Giurgiu, et rive droite (sud) du Danube le nom de Yorgovo (bulgare : Йоргово) ou Golyamo Yorgovo (Голямо Йоргово), l'actuelle Roussé,. L'historien austro-hongrois Felix Philipp Kanitz (en) a été le premier à identifier Prista avec Yorgovo-Roussé, mais les frères Hermann et Karel Škorpil ont démontré ce lien plus tard par l'étude des inscriptions, des monnaies, des tombes et des objets de la vie quotidienne.

### Deuxième Empire bulgare
En 1380 le nom Russi est mentionné pour la première fois ; huit ans plus tard, la ville est conquise par les Ottomans. Les linguistes suggèrent que Rusi est un nom roman (valaque) pouvant provenir soit de Rusalii (nom roumain de la pentecôte dérivant du latin Rosalia), soit plus probablement d'une traduction du nom bulgare Tcherven (bulgare : Червен) désignant les fortifications et signifiant « rousses », comme les pierres calcaires des environs.

### La domination ottomane

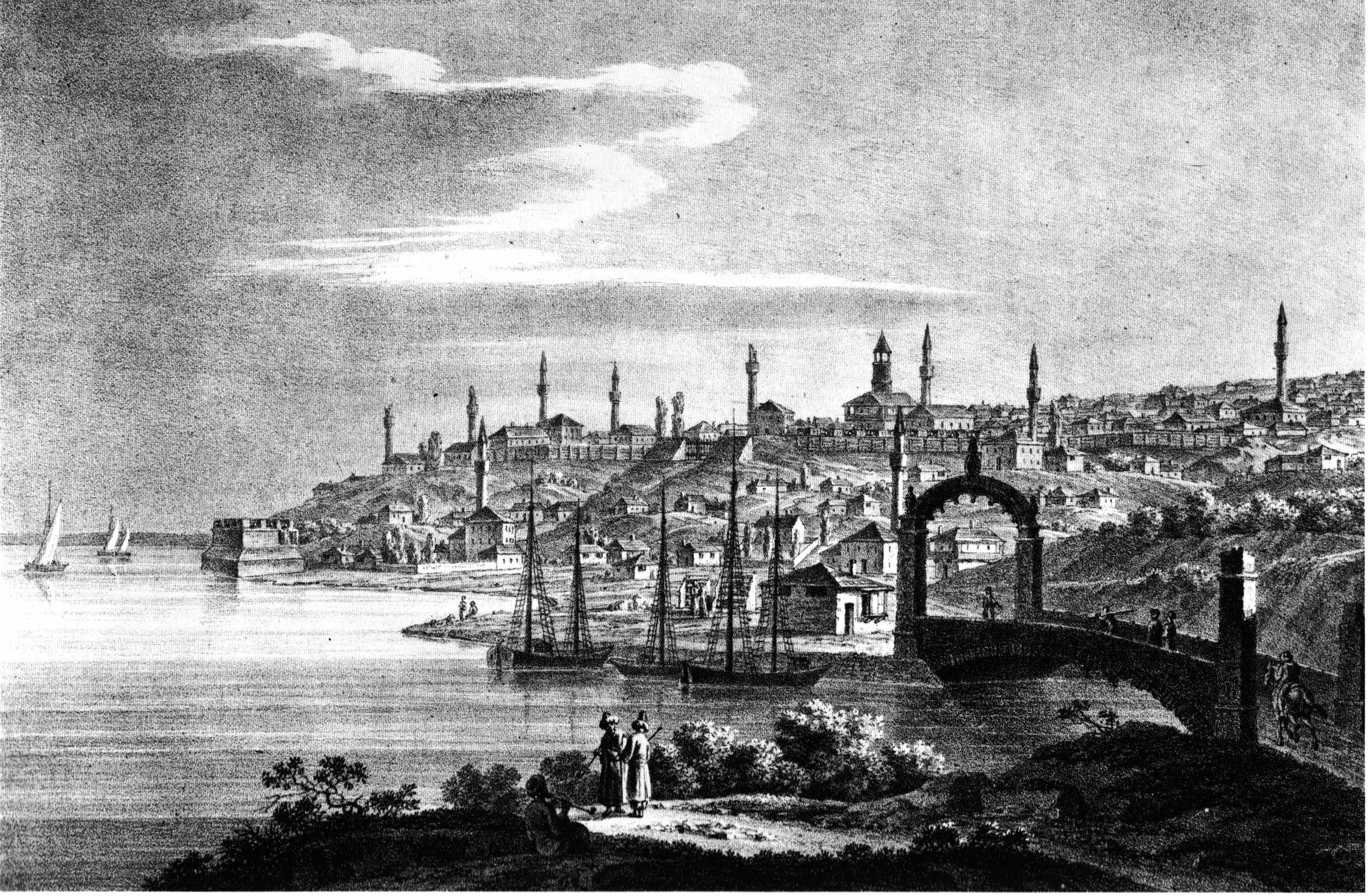
Roussé en 1824

Au cours de la domination ottomane, les envahisseurs ont détruit la ville, en réaction à l'échec d'une tentative de libération en 1595 par une armée conjointe valaco-bulgare dirigée par Michel le Brave. Après sa reconstruction dans les années suivantes, Ruse a été surnommée Rusçuk (diminutif turc : « petit Roussé ») et de nouveau fortifiée durant le XVIIIe siècle. Elle ne perd pas son rôle de base d'une flotte fluviale, cette fois ottomane, et devient plus tard l'une des villes ottomanes les plus importantes sur le Danube et le centre administratif du vilayet du Danube, qui s'étend de Vidin à Varna et de la berge sud du grand fleuve à Niš, Sofia et au Grand Balkan.

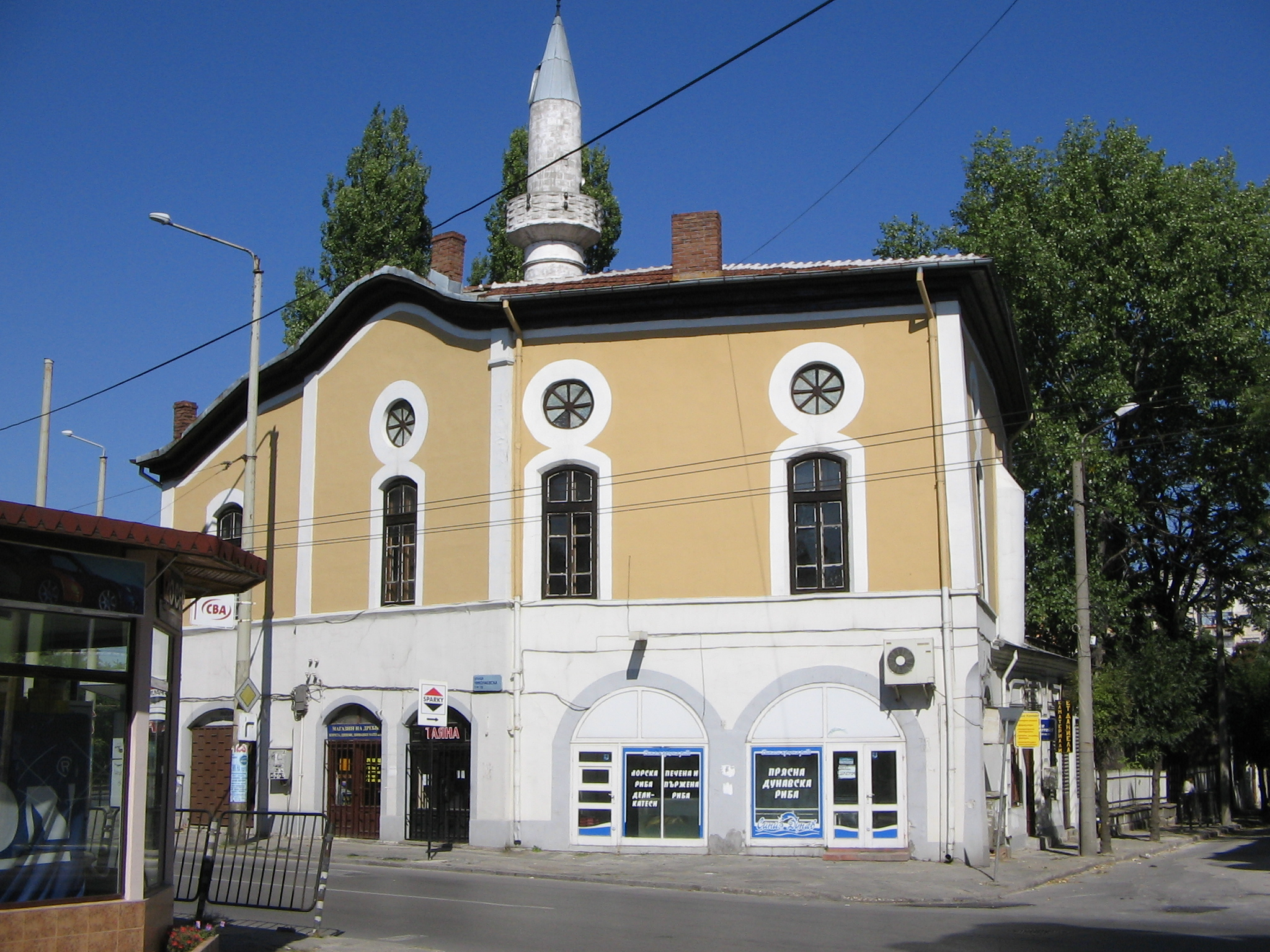
Mosquée

Le journaliste irlandais Michael J. Quin, qui visita la région en 1834, qualifia la ville de « misérable, inanimée, sale et laide », mais il arrivait peu après la guerre russo-turque de 1828-1829 qui avait ravagé les deux rives du fleuve. De son côté, Xavier Marmier écrit dans son récit de voyage intitulé Du Rhin au Nil, paru en 1847, que Roustchouck compte 30 000 habitants, Bulgares, Grecs, Turcs, Valaques, Arméniens, Juifs et Tsiganes. En 1850, le journaliste français Adolphe Joanne parle « d'une profonde misère ». Toujours selon Joanne, une épidémie de peste tua 90 à 100 personnes par jour pendant plusieurs semaines en 1838.
Pendant la Guerre russo-turque de 1877-1878, l'évêque Clément sauve la ville de Roustchouk de l'anéantissement et la population bulgare du carnage. Le 20 février 1878, le général russe Totleben libère la ville du joug ottoman et elle prend le nom officiel de Roussé en bulgare. Les batteries russes de Roustchouk et Giurgiu empêchent les navires de guerre turcs de remonter le Danube. En 1878, selon le traité de Berlin, la Bulgarie gagne la reconnaissance de son indépendance, mais les fortifications de Roustchouk sont démolies.

## Culture

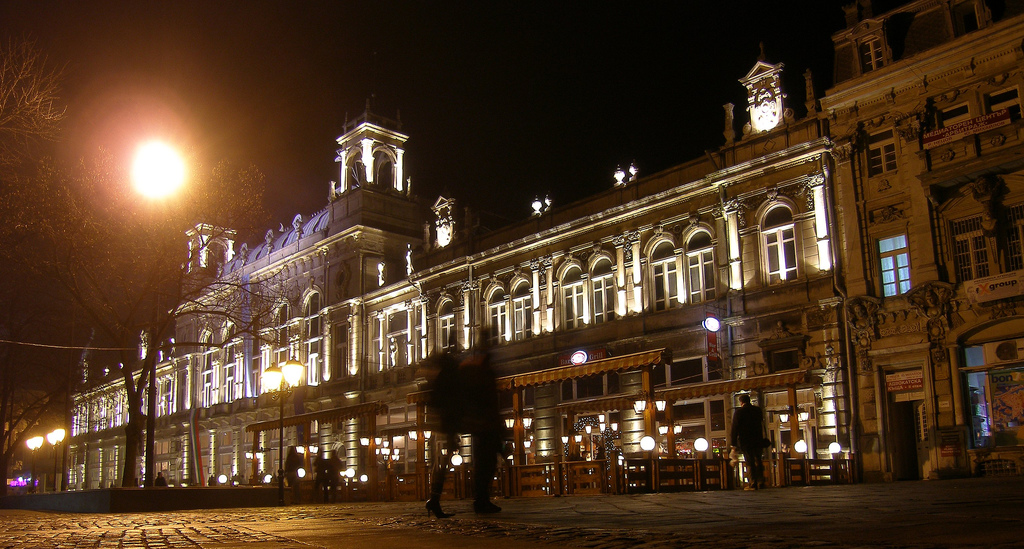
Dokhodno Zdanié : le théâtre de Roussé.

### Religion

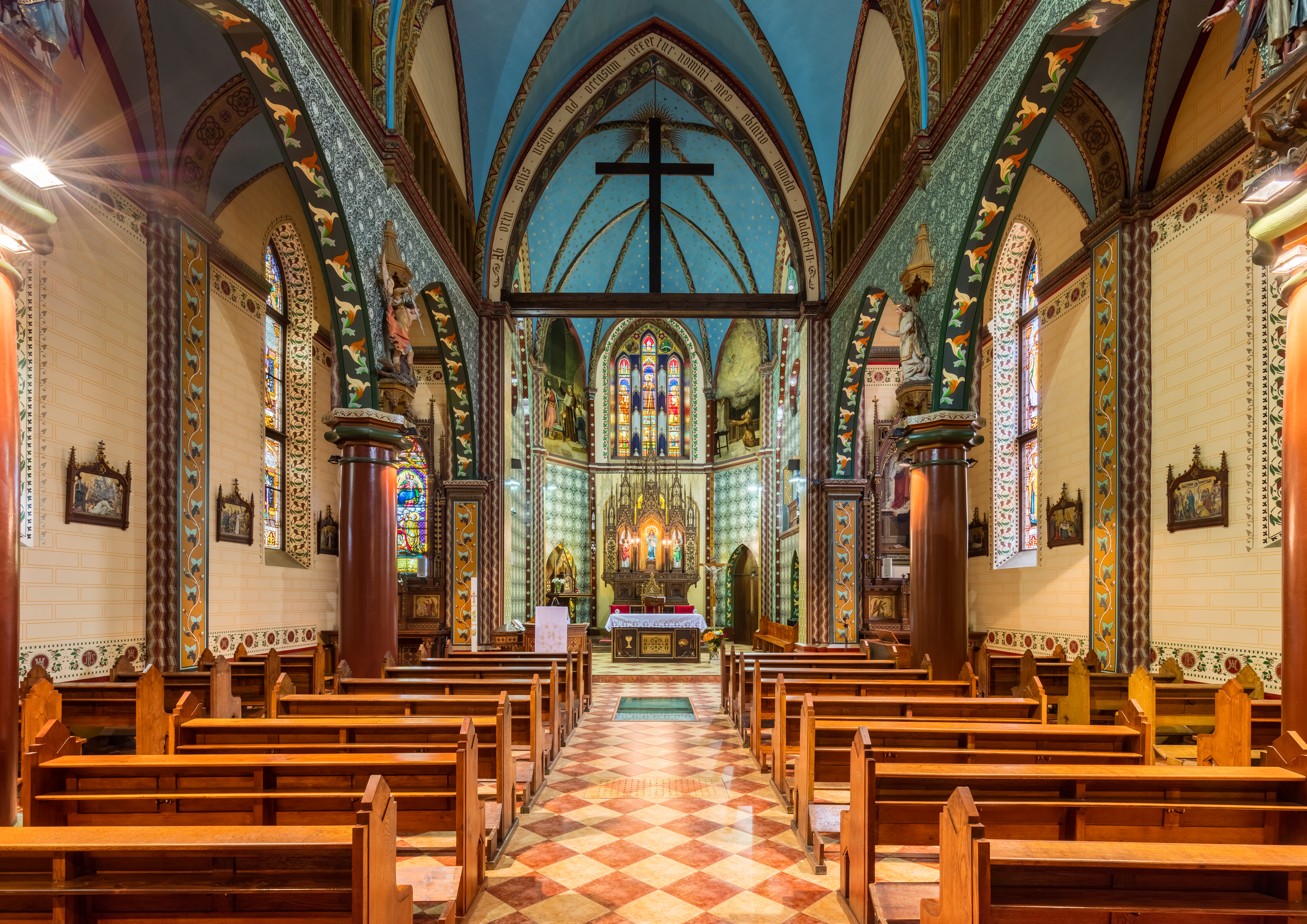
Dans la cathédrale catholique de Roussé. Mai 2016.

## Transport
Un vieux projet de création d'un canal entre le Danube depuis Roussé jusqu'à Varna est à nouveau à l'étude. Ce projet permettrait la liaison fluviale entre Rotterdam et la mer Noire.

## Personnalités
- Elias Canetti, écrivain, lauréat du prix Nobel de littérature en 1981
- Jacques Canetti, producteur musical
- Albert Aftalion (1874–1956), économiste français, théoricien de la conjoncture
- Stoyan Brashovanov (1888–1956), musicologue
- Emmanuel Marzayan dit Manouk Bey (1769 - 1817), diplomate et marchand arménien
- Silvestr Maria Braito (1898–1962), prêtre catholique tchèque, dominicain, théologien, poète et critique littéraire
- Vlad Kolarov, caricaturiste canadien d'origine bulgare
- Radi Nedeltchev, peintre bulgare (1938-2022)
- Tonka Obretenova (dite « Baba Tonka »), révolutionnaire bulgare du XIXe siècle (1812-1893)
- Veselin Topalov, joueur d'échecs, né en 1975.
- Deyan Angelov Nedelchev (né le 16/1/1964), chanteur, compositeur de variétés
- Boyko Angelov Nedelchev (né le 24/4/1965), chanteur, compositeur de variétés
- Rositsa Bordzhieva, chanteuse de variétés
- Boris Chakarov, compositeur
- Stefan Tsanev, poète
- Atanas Kosev, compositeur
- Petar Petrov-Parcheto, musicien de jazz
- Mihail Arnaudov, académicien
- Sunay Chalukov, chanteur de variétés
- Mimi Balkanska, chanteur d'opéra et d'opérette (1902-1984)
- Iskren Petsov, chanteur de variété
- Neshka Robeva, gymnaste rythmique et entraîneur
- Milena Boteva, joueuse de volley-ball
- Tanyu Kiryakov (1963-), double champion olympique de tir.

## Jumelages
| Ville | Ville                          | Pays | Pays               | Période                     |
| ----- | ------------------------------ | ---- | ------------------ | --------------------------- |
|       | 11e arrondissement de Budapest |      | Hongrie            | depuis le 19 août 2010      |
|       | Astrakhan                      |      | Russie             | depuis 1998                 |
|       | Bijeljina                      |      | Bosnie-Herzégovine | depuis 2009                 |
|       | Bratislava                     |      | Slovaquie          | depuis 1971                 |
|       | Giurgiu                        |      | Roumanie           | depuis le 9 mai 2002        |
|       | Huainan                        |      | Chine              | depuis le 24 septembre 1994 |
|       | Peristéri                      |      | Grèce              | depuis 1986                 |
|       | Saint-Ouen-sur-Seine           |      | France             | depuis le 25 septembre 1961 |
|       | Simferopol                     |      | Ukraine            | depuis le 23 septembre 2008 |
|       | Trogir                         |      | Croatie            | depuis janvier 2011         |
|       | Volgograd                      |      | Russie             | depuis le 11 mai 2001       |